# Cité Soleil (kommun)
Cité Soleil är en kommun i Haiti.   Den ligger i departementet Ouest, i den centrala delen av landet. Kommunen ligger i Port-au-Prince:s storstadsområde.